# István Nagy (Maler)

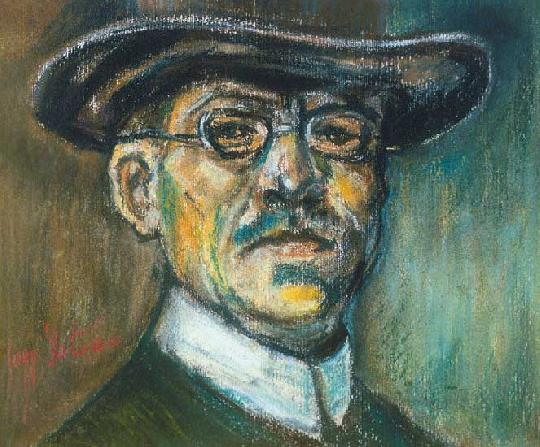
István Nagy, Selbstporträt

István Nagy (* 28. März 1873 in Csíkmindszent, Österreich-Ungarn; † 13. Februar 1937 in Baja, Königreich Ungarn) war ein ungarischer Maler, der sich auf Landschafts- und Figurenmalerei spezialisiert hatte.

## Leben
István Nagy wurde in Csíkmindszent (heute Misentea, Rumänien) geboren. Er absolvierte das Lehrerseminar in Kolozsvár (heute Cluj-Napoca) und arbeitete zwei Jahre als Lehrer. Von 1894 bis 1897 studierte er an der Mintarajziskola (Zeichenschule) in Budapest. Danach setzte er seine Studien in München (1898), Paris (1900) und Rom (1902) fort. Nach seiner Rückkehr nach Siebenbürgen lebte er zurückgezogen und widmete sich der Malerei. Im Ersten Weltkrieg diente er als Kriegsmaler im Székely-Infanterie-Regiment 22. Nach dem Krieg schuf er vor allem dramatische Porträts und Landschaften in Kohle und Pastell. Seit Anfang der 1920er Jahre malte er in der Gegend von Baja, Szentes und Kecskemét. 1931 ließ er sich in Baja nieder, wo er bis zu seinem Tod 1937 lebte.

## Werk

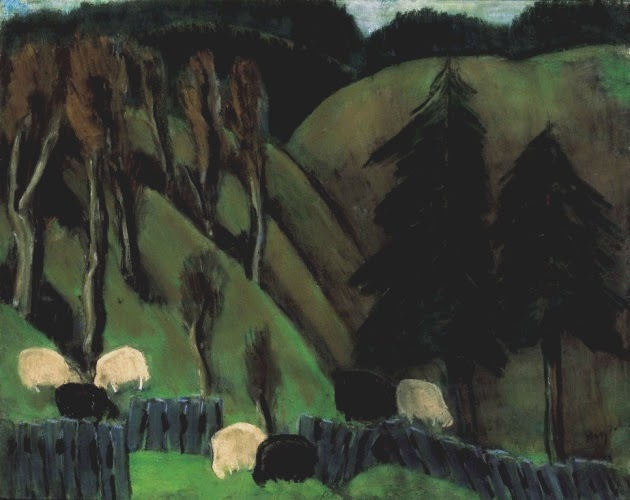
István Nagy: Birkák székely hazámból (Schafe aus meiner Szekler Heimat), 1928

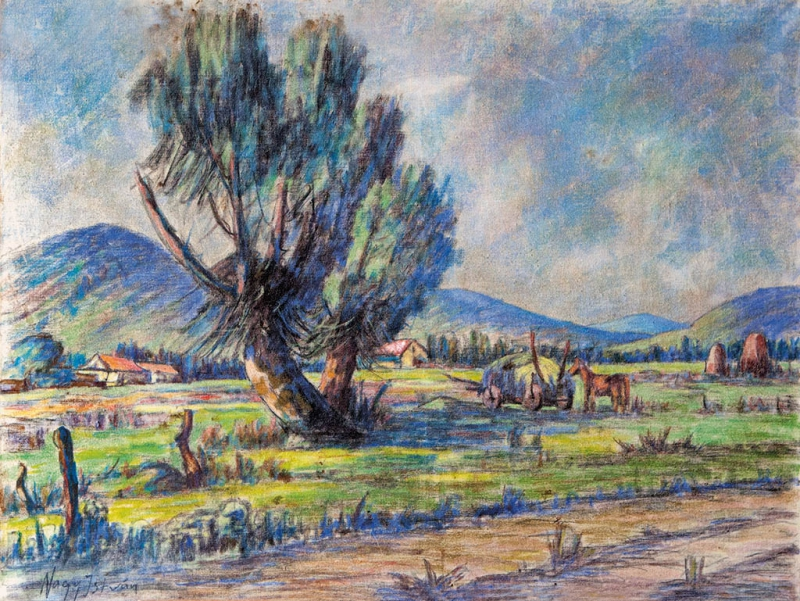
István Nagy: Mittagsruhe im Schatten

Ein besonderes Merkmal im Œuvre von István Nagy war die Darstellung realistisch anmutender Landschaften und Porträts, die häufig in den Techniken Kohle und Pastell ausgeführt wurden. Seine Arbeiten werden gemeinhin als Höhepunkt der ungarischen realistischen Malerei betrachtet. Seine Kunst hatte einen nachhaltigen Einfluss auf die ungarischen Maler.